# Agnisyrphus angara
Agnisyrphus angara är en tvåvingeart som beskrevs av Ghorpade 1994. Agnisyrphus angara ingår i släktet Agnisyrphus och familjen blomflugor. Inga underarter finns listade i Catalogue of Life.